# سيسنا سايتايشن 10
سيسنا سايتايشن 10 هي طائرة أمريكية طويلة المدى متوسطة الحجم من طائرات رجال الأعمال. تعمل بمحركين اثنين من المحركات التوربينية و من إنتاج شركةسيسنا للطائرات. طائرة سايتايشن 10+ تحتوي على مقصورة أطول بـ14 بوصة ومحركات والكترونيات الطيران مطورة.
وفقا للشركة المصنعة، هي حاليا أسرع الطائرات المدنية في العالم.

## التنمية

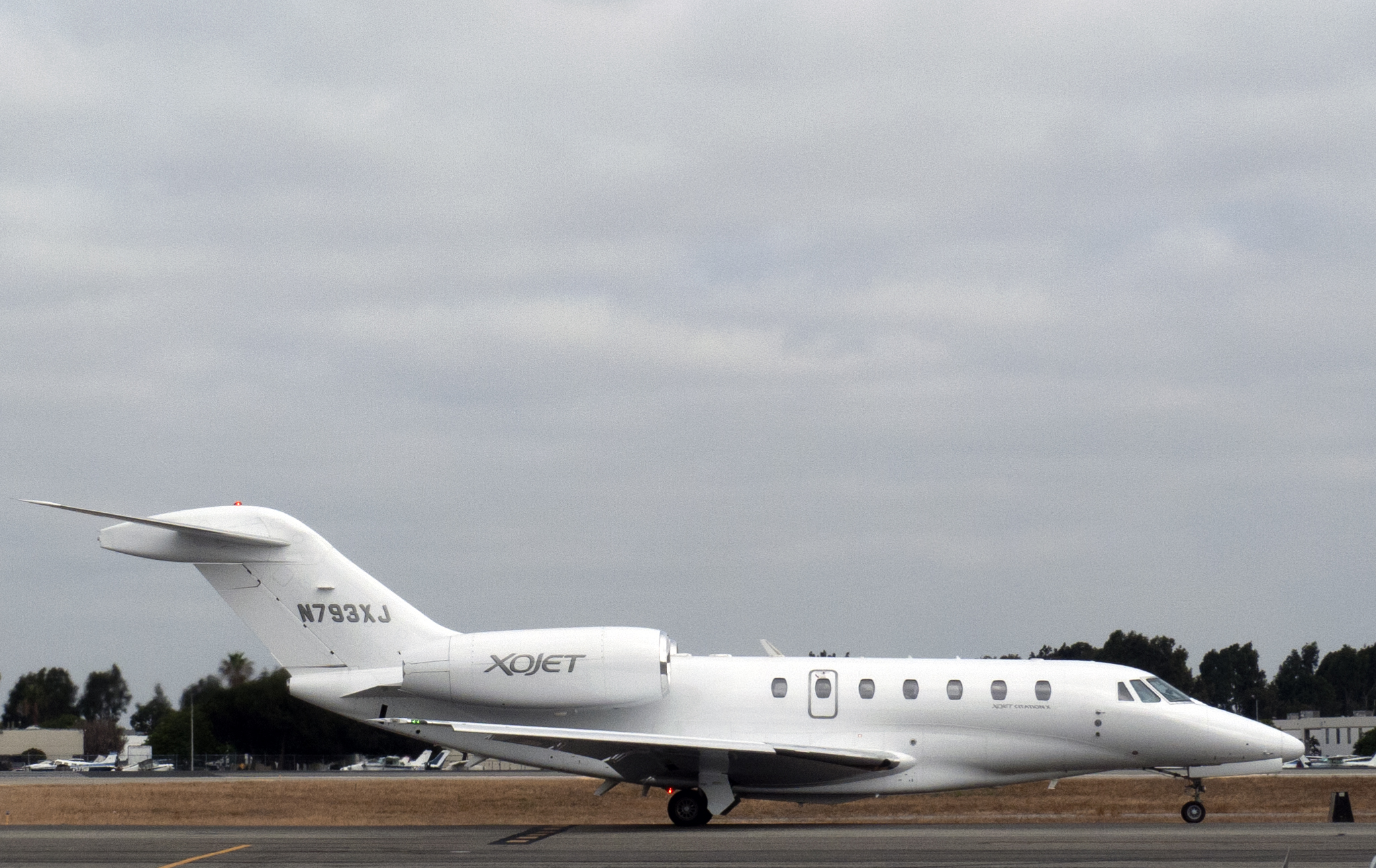
سايتايشن 10 في صورة من تموز / يوليو 2014

## التشغيل
يتم تشغيل كل طائرات ستايشن 10+ من قبل الأفراد والشركات، وشركات التشارتر وفي إدارة الشركات.[بحاجة لمصدر]

## المواصفات
البيانات من 
الخصائص العامة
- الطاقم: 2
- السعة: 12 passengers[2]
- الطول: 72 ft 4 in (22.05 m)
- باع الجناح: 63 ft 7 in (19.38 m)
- الارتفاع: 19 ft 2 in (5.84 m)
- مساحة الجناح : 527.0 ft² (48.96 m²)
- نسبة باعية (جناح): 7.8:1
- الوزن فارغة: 21,600 lb (9,798 kg)
- وزن الإقلاع الأقصى: 35,700 lb or 36,100 lb[2] (16,374 kg)
- محرك الطائرة: 2 × Rolls-Royce/Allison AE 3007C or 3007C1  [لغات أخرى]‏ محرك عنفي مروحي, 6,442 lbs or 6,764 lbs (28.66 kN or 30.09 kN[2]) الواحد

الأداء
- السرعة القصوى: Mach 0.935 (MMO)
- سرعة العبور: 527 KTAS (604 mph, 972 km/h) at 35,000 ft (10,700 m)
- مدى (طائرة): 3,216 nmi (3,700 mi, 5,956 km)
- سقف الخدمة: 51,000 ft (15,545 m)
- معدل الصعود: 3,650 ft/min (18.6 m/s)
- Takeoff distance: 5,140 ft (1,567 m)
- Landing distance: 3,400 ft (1,036 m)
- Fuel capacity: 1,926 US gallons, 7,291 L

## وصلات خارجية
- استشهاد X صفحة المنتج
- صفحة المنتج الجديد الاقتباس X